# チェコ国立図書館
チェコ国立図書館（チェコこくりつとしょかん、チェコ語: Národní knihovna České republiky）は、チェコの首都プラハのクレメンティヌムに所在する国立図書館。文化省が運営している。
もとは、カレル大学の図書館として1777年に開館した。1918年のチェコスロバキア併合後は政府による運営となった。1939年のナチス・ドイツ占領時は市立大学図書館とされ、第二次世界大戦後は州立図書館として州政府管轄に統合された。